# Tephritis tatarica
Tephritis tatarica
 es una especie de insecto díptero que Josef Aloizievitsch Portschinsky describió científicamente por primera vez en el año 1891.
Esta especie pertenece al género Tephritis de la familia Tephritidae.